# 桑克 (密蘇里州)
桑克（英語：Sank）是位於美國密蘇里州波林格縣的非建制地區。

## 歷史
桑克的郵局於1912年設立，1920年關閉後於1925年重啟，最終於1954年停運。

## 地理
桑克所處的海拔為高於海平面121米（即397英呎），而該地所採用的時區為UTC-6，即北美中部時區（CST）。同時該地設有夏令時間，為UTC-6調快一小時，即UTC-5（CDT）。